# Fred M. MacLean
Fred Merrill MacLean (ur. 9 lipca 1898, zm. 3 czerwca 1976) – amerykański scenograf, trzykrotnie nominowany do Nagrody Akademii Filmowej w kategorii Najlepsza scenografia. Od 1941 do 1965 pracował przy 60 filmach.

## Nominacje do Oscara
Był trzykrotnie nominowany do Nagrody Akademii Filmowej:
- 1942 nominacja za Najlepsza scenografia – filmy czarno-białe za film Sierżant York

Nominację za ten film otrzymał również John Hughes
- 1945 nominacja za Najlepsza scenografia – filmy czarno-białe za film The Adventures of Mark Twain (1944)

Nominację za ten film otrzymał również John Hughes
- 1966 nominacja za Najlepsza scenografia – filmy kolorowe za film Opowieść wszech czasów (1965)

Nominację za ten film otrzymali również Richard Day, William J. Creber, David S. Hall, Ray Moyer, Norman Rockett

## Filmografia
- 1941: Sierżant York
- 1942: Trzy kamelie
- 1943: Stara znajomość
- 1944: The Adventures of Mark Twain
- 1944: Pan Skeffington
- 1944: The Very Thought of You
- 1945: The Corn Is Green
- 1945: Rhapsody in Blue
- 1946: Skradzione życie
- 1946: Wielki sen
- 1947: That Way with Women
- 1947: Escape Me Never
- 1947: Opętana
- 1948: My Girl Tisa
- 1948: Skarb Sierra Madre
- 1948: One Sunday Afternoon
- 1948: Koralowa wyspa
- 1949: Rewizor
- 1949: Look for the Silver Lining
- 1949: Biały żar
- 1949: Colorado
- 1950: Three Secrets
- 1951: Soldiers Three
- 1951: It’s a Big Country
- 1952: Cripple Creek
- 1953: Jeopardy
- 1953: Sombrero
- 1953: Jedź, kowboju
- 1955: Czarny dzień w Black Rock
- 1955: Cała naprzód
- 1955: Trial
- 1956: Opowieść o złym człowieku
- 1956: Najszybszy strzelec
- 1956: The Rack
- 1956: Ostatnie polowanie
- 1957: Johnny Tremain
- 1957: The Saga of Andy Burnett
- 1957: Żółte psisko
- 1959: Dziura w głowie
- 1959: Na psa urok
- 1960: Cyrk jedzie
- 1960: Pokochajmy się
- 1960: Pollyanna
- 1961: Return to Peyton Place
- 1961: Sanktuarium
- 1965: Opowieść wszech czasów

## Nagrody
- Nagroda Akademii Filmowej
  - 3 Nominacje do Oscara
  - * 1942 nominacja za Najlepsza scenografia – filmy czarno-białe za film Sierżant York
  - * 1945 nominacja za Najlepsza scenografia – filmy czarno-białe za film The Adventures of Mark Twain (1944)
  - * 1966 nominacja za Najlepsza scenografia – filmy kolorowe za film Opowieść wszech czasów (1965)